# 周洵钧
周洵钧（1917年—1994年），又名翰章，男，浙江镇海人，中国有机化学家、化学教育家，曾任杭州大学教授。